# Melasphaerula ramosa
Melasphaerula ramosa – gatunek z monotypowego rodzaju roślin Melasphaerula należącego do rodziny kosaćcowatych (Iridaceae). Występuje w południowej Afryce – od Prowincji Przylądkowej Zachodniej poprzez Namaqualand do Namibii. Rośnie w naturze w miejscach skalistych, poza tym uprawiany jest jako roślina ozdobna i ciekawostka botaniczna. Łatwo rozsiewa się i może stać się chwastem.

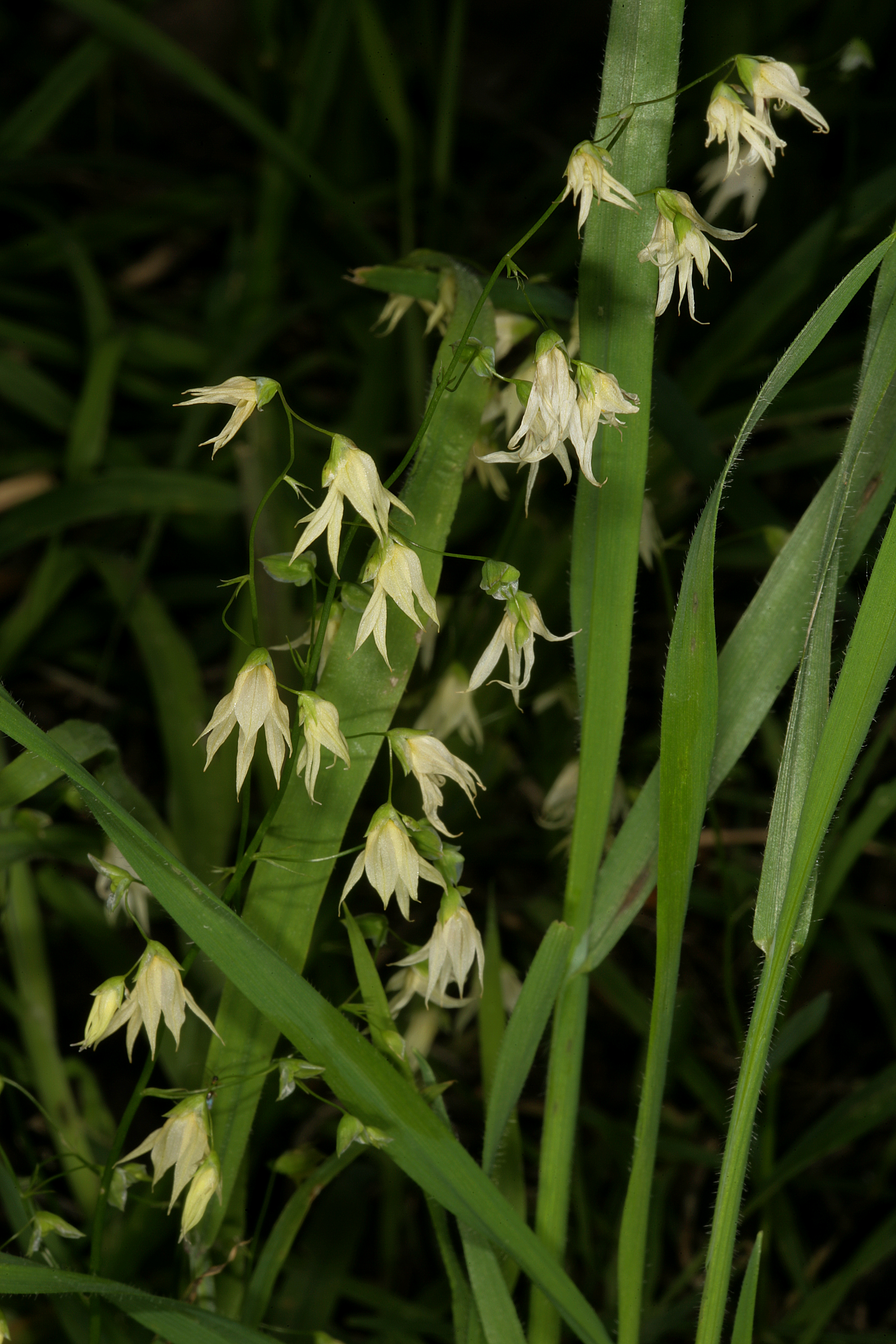
Kwiatostan
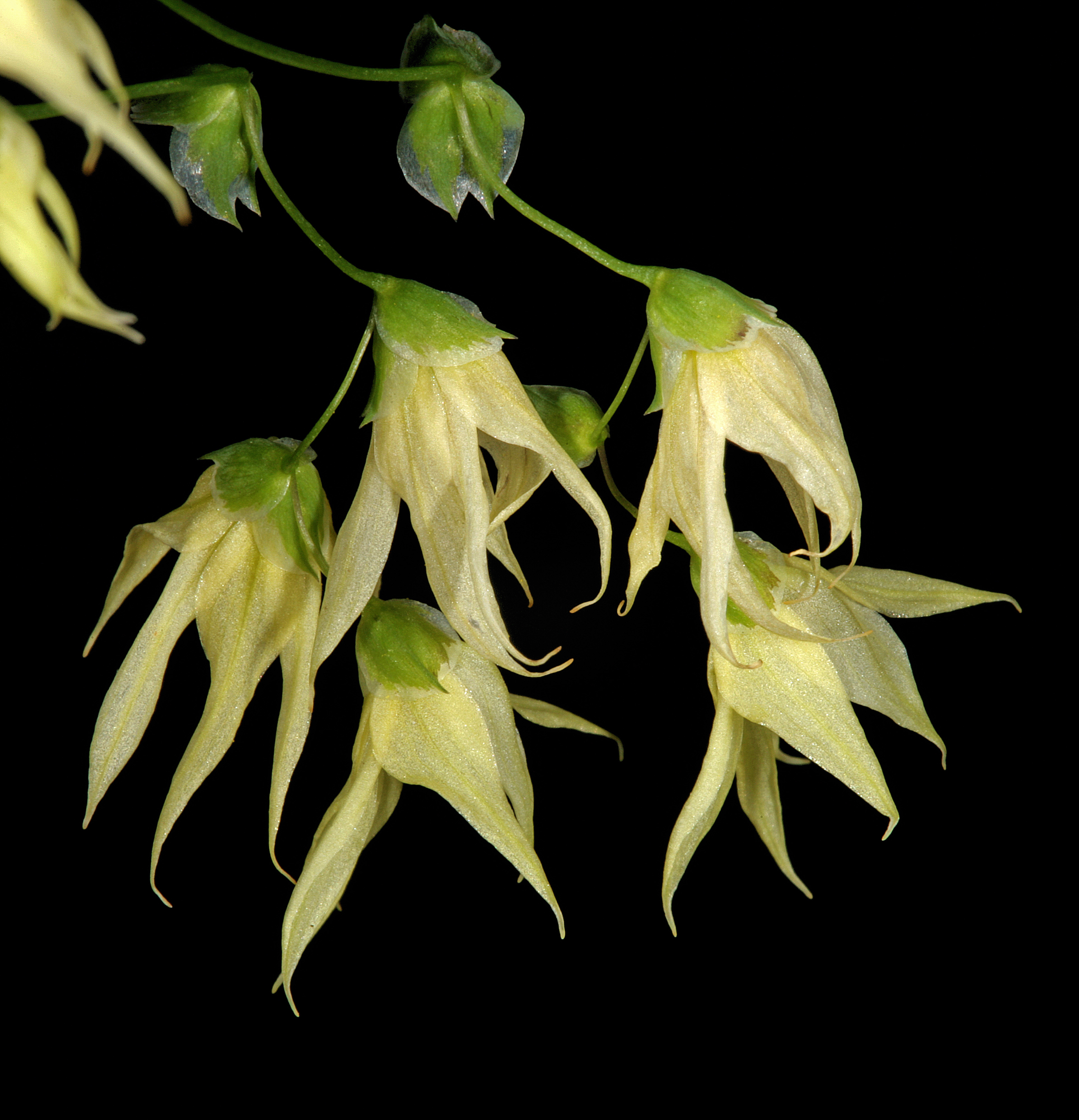
Kwiaty z boku
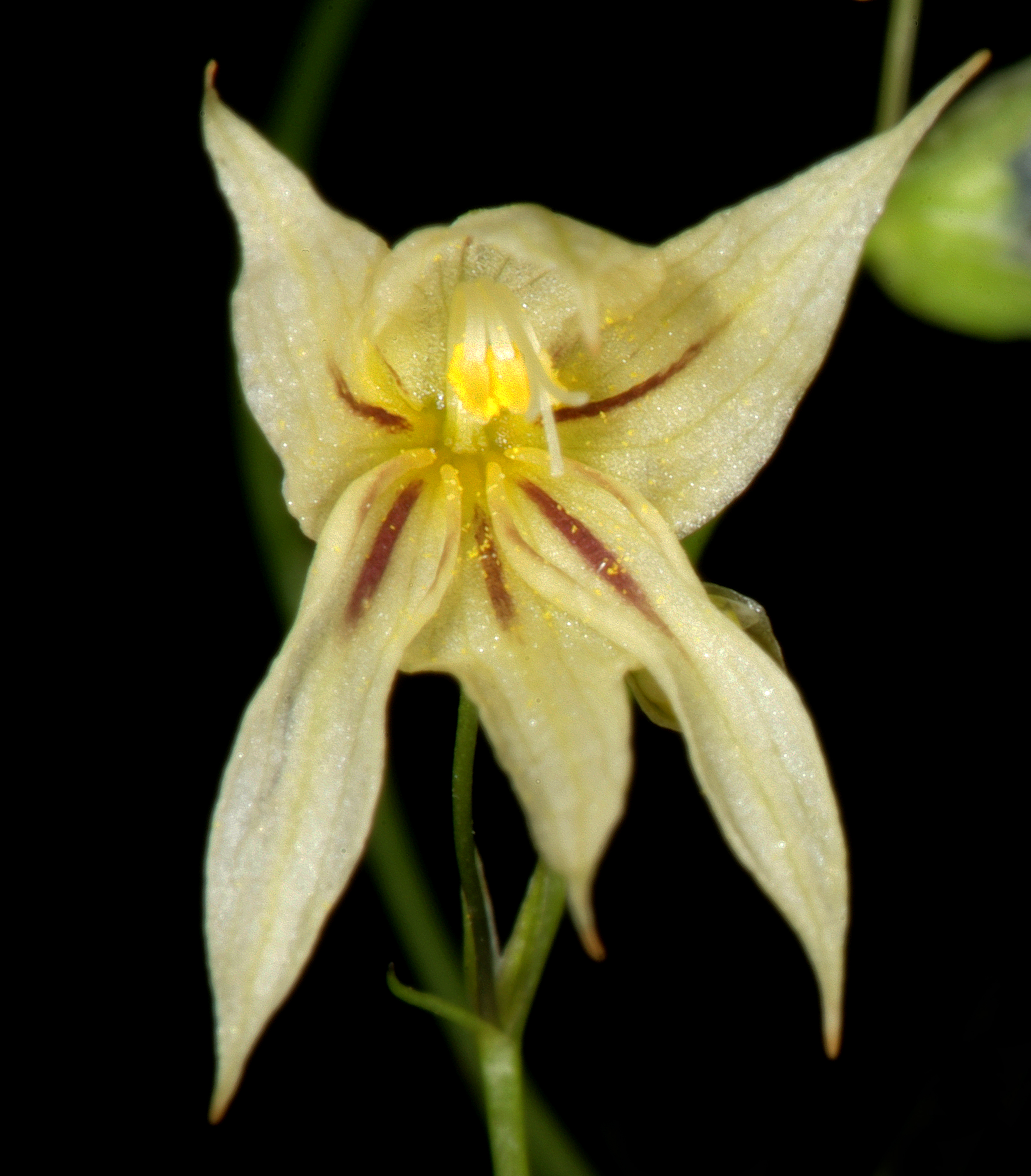
Pojedynczy kwiat

## Morfologia
PokrójBylina z bulwocebulami, osiągające do 75 cm wysokości.
LiścieWyrastają w dwóch rzędach, są spłaszczone, równowąskie i zwykle krótsze od pędu kwiatostanowego.
KwiatyNiewielkie, wyrastające w luźnych kłosach tworzących rozgałęziony kwiatostan złożony. U nasady kwiatów znajdują się dwie nieco papierzaste przysadki. Okwiat barwy jasnożółtej. Trzy listki z zewnętrznego okółka okwiatu są nieco dłuższe od listków okółka wewnętrznego, które są wzniesione do góry. Wszystkie listki są zrośnięte u dołu w krótką rurkę. Pręciki są trzy. Zalążnia jest dolna, trójkomorowa, z nielicznymi zalążkami. Szyjka słupka pojedyncza, ale rozgałęzia się na trzy cienkie ramiona.
OwoceTrójkomorowe, kilkunasienne torebki pękające między przegrodami.

## Systematyka
Rodzaj z plemienia Gladioleae, z podrodziny Crocoideae z rodziny kosaćcowatych (Iridaceae).